# MACS J0025.4-1222
MACS J0025.4-1222 je kupa galaxií, která vznikla srážkou dvou masivních kup galaxií. Tato kupa, zapsaná v katalogu MAssive Cluster Survey (MACS), se nachází přibližně 5 miliard světelných let od Země. Svým uspořádáním připomíná dříve objevenou kupu Bullet, protože i zde dochází k oddělení horkého plynu (baryonické hmoty) a temné hmoty. Tato skutečnost slouží jako přímý důkaz o existenci temné hmoty.

## Podrobnosti
Snímky kupy MACS J0025.4-1222 byly získány z dat Hubbleova dalekohledu (optické spektrum) a Rentgenové observatoře Chandra (rentgenové spektrum). Jejich kombinace odhalila jev gravitačního čočkování, tedy zakřivení světla vzdálených galaxií působením masivního gravitačního pole kupy. Díky těmto měřením bylo možné zmapovat celkovou hmotu v kupě, tedy nejen hmotu baryonickou, ale i temnou.
Mapa ukázala, že horký plyn (pozorovatelný v rentgenovém pásmu) se nachází v jiných oblastech než temná hmota (detekovaná přes gravitační čočkování). Horký plyn se při srážce se zpozdil a zahřál, zatímco temná hmota, která interaguje především gravitačně, se pohybovala prakticky beze změny. Dva shluky tvořící MACS J0025 mají hmotnost zhruba 10^15 M_☉ a vzájemnou relativní rychlost kolem 4500 km/s. Jejich kolize vedla k oddělení těžišť obou složek hmoty.

## Význam
Oddělení baryonické hmoty (převážně horkého plynu) od temné hmoty v této kupě slouží jako důkaz chování temné hmoty, která se vzájemně ovlivňuje téměř výhradně gravitační silou a nevykazuje významné srážkové či elektromagnetické interakce. To umožňuje temné hmotě při srážkách kup galaxií relativně volně „projít“ skrze horký plyn, jenž je zpomalován tlakovými silami a elektromagnetickými interakcemi. Tím se MACS J0025.4-1222 řadí mezi klíčové příklady, podobně jako Bullet Cluster, kde bylo poprvé odhaleno takto výrazné rozdělení mezi temnou a baryonickou složkou.
Studium srážek takto masivních systémů je zásadní pro porozumění formování struktur v raném vesmíru a pro testování fyzikálních teorií temné hmoty. Případy, kdy temná hmota a normální hmota vykazují různé prostorové uspořádání, jsou pro astronomy důkazem, že temná hmota neinteraguje ani sama se sebou ve výrazné míře, a tím potvrzují hypotézu o slabých interakcích částic temné hmoty.

## Další výzkum
Zkoumání kup, jako je MACS J0025.4-1222, pomáhá zpřesňovat modely rozložení a dynamiky temné hmoty, stejně jako chemického složení a evoluce obřích kup galaxií. Následující generace teleskopů, včetně Vesmírný dalekohled Jamese Webba a velkých pozemních zařízení, mohou poskytnout detailnější spektrální a zobrazovací data, jež odhalí jemnější struktury ve hvězdotvorných oblastech a galaxiích této kupy.
Takto získané informace dále upřesní časový vývoj a fyzikální procesy při kolizích masivních kup, včetně přesných modelů pro distribuci a vzájemné interakce temné i baryonické hmoty.